# 961 Gunnie
961 Gunnie, asteroid glavnog pojasa. Otkrio ga je Karl Wilhelm Reinmuth, 10. listopada 1921.

## Vanjske poveznice
- Minor Planet Center